# FILMETS Badalona Film Festival
FILMETS Badalona Film Festival és un festival internacional de curtmetratges que es celebra anualment en diferents sales de la ciutat de Badalona entre els mesos d'octubre i novembre. El Festival va començar l'any 1969 i va celebrar l'any 2019 el seu cinquantè aniversari. El festival ofereix en cada edició la Venus d'Honor a personatges destacats del sector. FILMETS Badalona Film Festival va guanyar en 2012 el Premi Especial a Millor Festival de l'Any en el Festival Busan International Film Festival (BIFF).

## Història[calcitació]
Badalona va celebrar la primera edició de l'antic festival el 1969. La secció de Cinema Amateur del Museu va ser l'entitat que organitzava aquell certamen internacional amb el nom "Mundial Badalona de Cinema Amateur" i celebrava també altres concursos com a Imatges (per a membres de l'entitat), el Festival Nacional de la Cançó Filmada (d'àmbit estatal) i el Certamen de Cinema Religiós i Valors Humans (de AMIB estatal). L'entitat mantenia col·laboració amb els principals festivals de cinema amateur de Catalunya, com els celebrats a Barcelona (Unió de Cineastes Amateurs, Centre Excursionista de Catalunya o Agrupació Fotogràfica) i uns altres de Figueres, Terrassa, Valls, Mataró, Manresa, etc. Aquests festivals projectaven pel·lícules en 8 mm, Súper8, Single 8 i 16 mm, on destacaven obres dels cineastes amateurs Tomás Mallol, Rafael Va marcar, Toni Garriga, Tomás Freixas, Arnal Licer, Enrique Munt, Agustín i Rafael Argelich, entre d'altres.
A finals dels anys 80 es va crear una nova associació, amb el nom de Cineastes Independents de Badalona, que es va fer càrrec del nou festival, "Festival Internacional de Cinema i Vídeo de Badalona", fins a finals dels anys 90.
En 2001, l'Ajuntament de Badalona i Badalona Comunicació SA, amb el suport de membres històrics del festival, van crear la 27a edició del nou festival, amb el nom de FILMETS Badalona Film Festival. Aquella nova edició va comptar amb 400 curtmetratges inscrits i 2.000 espectadors. Des de la seva recuperació, ha comptat amb la participació dels principals cineastes catalans especialitzats en curtmetratges i en els seus onze anys de la nova etapa han participat talents del cinema que posteriorment han destacat amb la producció de llargmetratges d'impacte mundial. Alguns dels directors que han participat en el festival són Álex de l'Església, Fernando Trullols, Jaume Balagueró, Paco Plaza, Kiko Maillo, Judith Colell, Mar Coll, Àlex Pastor o Bill Plympton, entre d'altres, així com la participació de destacats cineastes de renom internacional com Steven Spielberg, George Lucas i Pedro Almodóvar o Juan Antonio Baiona.
El jurat internacional ha estat integrat per persones de reconegut prestigi en el panorama audiovisual de els quals destaquen Manuel Huerga, Josep Maria Forn, Roland Nguyen, Joao García, Ventura Pons, Lluís Marco, Roger Coma, Román Gubern, Florence Keller, Jaume Figueras, Daniel Horvath, Oriol Sala-Patau, o Judith Colell, membre de la junta directiva de l'Acadèmia de les Arts i les Ciències Cinematogràfiques d'Espanya. En els últims anys han assistit professionals del sector de la distribució del curtmetratge com Marvin&Wayne, Freak, Kimuak, Catalan Films, Agence du Court Métrage, Nikita Distribution, France TV, o programadors de festivals com Medit, Mecal, Fec Cambrils- Reus, Cittadella di Corto, L'Alternativa, BIFF, El meu primer festival o BCN Sports Film.
- Seccions oficials: sessions amb la programació internacional oficial del festival sense una temàtica específica.
- Filmets en família: sessions de curtmetratges d'animació pels més petits (de 3 a 12 anys).
- País convidat: sessió del programa internacional dedicada a la filmografia d'un país convidat diferent cada any.
- Manifest: curtmetratges de temàtica política i reivindicativa.
- Filmets jove: projeccions del programa internacional per a estudiants de primària i secundària.
- Sessió perdulària: els curts més agosarats i radicals.
- La mar de Filmets, Cinema de la Mediterrània: sessió dedicada a la filmografia dels països i zones de la Mediterrània.
- Cinema del Quebec: sessió dedicada a la cinematografia del Quebec.
- Cinema de Galícia: sessió especial dels curtmetratges nominats i guanyadors dels premis Maestre Mateo 2013, en col·laboració amb l'Acadèmia del Cinema Català i la l’Acadèmia do Cinema Galego.
- Drets Humans: curtmetratges de caràcter social en col·laboració amb la Federació Catalana d'ONG per la Pau, els Drets Humans i el Desenvolupament.
- Cinema històric: dedicada aquest any a la filmografia de Jesús Morales, cofundador de la Secció de Cinema Amateur del Museu Municipal de Badalona SCAMM.
- Badalona en curt: curtmetratges d'autors badaloneses.
- Filmets per a tothom: curtmetratges per a nens i joves amb discapacitat psíquica i física.
- Petit Filmets: sessió que acosta el món del cinema als més petits, per a nens de menys de 4 anys.
- Filmets a les Biblioteques: sessió de curts infantils en totes les biblioteques de la ciutat durant els mesos anteriors al festival.
- Retrospectiva, especial 40 aniversari: durant la 40a edició se celebra una sessió retrospectiva amb els curtmetratges emblemàtics de la història del festival.